# Pohoriliwka (obwód czerniowiecki)
Pohoriliwka (ukr. Погорілівка) – wieś na Ukrainie, w obwodzie czerniowieckim, w rejonie czerniowieckim, nad Czornym Potikiem. W 2001 roku liczyła 1605 mieszkańców.